# Correa alba
Correa alba es un arbusto endémico de Australia. Puede alcanzar 1.5 metros de altura; las hojas son ovales y en las hojas de nuevo desarrollo tiene abundantes pelos marrón rojizos. Las flores son de forma tubular abierta en el apéndice, de color blanco u ocasionalmente rosa ligero y aparecen entre mediados de otoño e inicios de invierno (entre abril y junio en Australia).
Esta especie fue descrita formalmente por vez primera por Henry Charles Andrews  en 1798. Actualmente hay reconocidas dos  variedades:
- Correa alba Andrews var. alba
- Correa alba var. pannosa Paul G. Wilson

## Distribución
Esta especie se encuentra en zonas arenosas o rocosas en áreas de costa del sureste Australia al sur de Port Stephens (Nueva Gales del Sur).

## Cultivo
Correa alba es una especie resistente en ubicaciones bien drenadas y que soporta bien la exposición costera. Una posición en pleno sol, es la mejor para florecer, pero puede también ser cultivada con una sombra parcial. Puede ser utilizada para crear un seto informal o como planta fuente de alimentación de insectos.